# Dave Shul
Dave Shul ist ein US-amerikanischer Gitarrist. Er spielt in der Band Spearhead von Michael Franti. 

## Leben und Karriere
Shul begann mit 12 Jahren Gitarre zu spielen. Im Alter von 13 Jahren nahm er am Cazadero Music Camp am Russian River in Nordkalifornien. Seine Lehrer waren Bobby McFerrin, Eddy Marshall und John Santos. Dave Shul kam in den 1990er Jahren in die Musikerszene von Bay Area und wurde im April 1988 Mitglied von Spearhead.
1999 produzierte er das eigene Album „Welcome to the Conga Club“.